# ۲٬۴٬۶-تری بروموانیسول

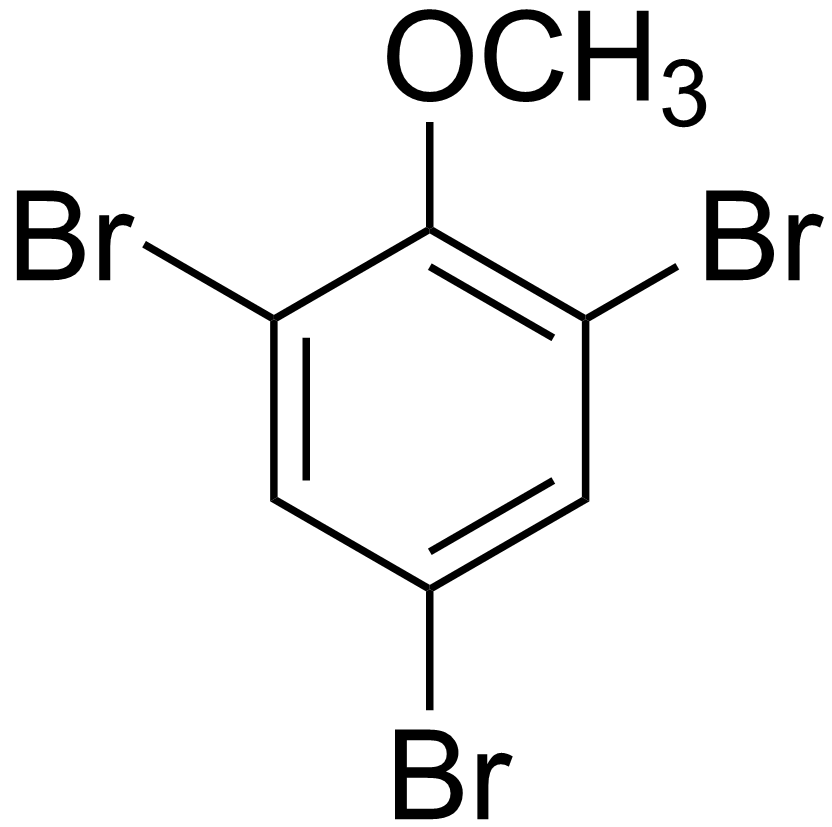
ساختار شیمیایی ۲٬۴،۶-تری بروموانیسول

۲٬۴،۶-تری بروموانیسول (به انگلیسی: 2,4,6-Tribromoanisole) با فرمول شیمیایی C7H5Br3O یک ترکیب شیمیایی با شناسه پاب‌کم 9064 است. که جرم مولی آن ۳۴۴٫۸۲۶ گرم بر مول می‌باشد. 